# (20643) Angelicaliu
(20643) Angelicaliu est un astéroïde de la ceinture principale d'astéroïdes.

## Description
(20643) Angelicaliu est un astéroïde de la ceinture principale d'astéroïdes. Il fut découvert le 7 octobre 1999 à Socorro (Nouveau-Mexique) par le projet LINEAR. Il présente une orbite caractérisée par un demi-grand axe de 2,43 UA, une excentricité de 0,13 et une inclinaison de 2,2° par rapport à l'écliptique.

## Compléments